# Liste der Bodendenkmäler in Altenmünster
Auf dieser Seite sind die Bodendenkmäler in der schwäbischen Gemeinde Altenmünster zusammengestellt. Diese Tabelle ist eine Teilliste der Liste der Bodendenkmäler in Bayern. Grundlage ist die Bayerische Denkmalliste, die auf Basis des Bayerischen Denkmalschutzgesetzes vom 1. Oktober 1973 erstmals erstellt wurde und seither durch das Bayerische Landesamt für Denkmalpflege geführt wird. Die folgenden Angaben ersetzen nicht die rechtsverbindliche Auskunft der Denkmalschutzbehörde.

## Bodendenkmäler der Gemeinde Altenmünster

### Bodendenkmäler im Ortsteil Altenmünster
| Lage                                 | Objekt | Akten-Nr.     | Bild           |
| ------------------------------------ | --- | ------------- | -------------- |
| Altenmünster (Standort)              | Ringwall des Frühmittelalters.                                                                                   | D-7-7529-0004 |                |
| Altenmünster (Standort)              | Freilandstation des Mesolithikums.                                                                               | D-7-7529-0007 |                |
| Altenmünster Kirchenweg 5 (Standort) | Mittelalterliche und frühneuzeitliche Befunde im Bereich der Katholischen Pfarrkirche St. Vitus in Altenmünster. | D-7-7529-0065 | weitere Bilder |

### Bodendenkmäler im Ortsteil Baiershofen
| Lage                                | Objekt | Akten-Nr.     | Bild           |
| ----------------------------------- | --- | ------------- | -------------- |
| Baiershofen Kirchenweg 5 (Standort) | St. Leonhard (Baiershofen) Mittelalterliche und frühneuzeitliche Befunde im Bereich der Katholischen Pfarrkirche St. Leonhard in Baiershofen. | D-7-7529-0069 | weitere Bilder |

### Bodendenkmäler im Ortsteil Eppishofen
| Lage                  | Objekt                      | Akten-Nr.     | Bild |
| --------------------- | --------------------------- | ------------- | ---- |
| Eppishofen (Standort) | Burgstall des Mittelalters. | D-7-7529-0005 |      |

### Bodendenkmäler im Ortsteil Hegnenbach
| Lage                                         | Objekt                                                                         | Akten-Nr.     | Bild           |
| -------------------------------------------- | ------------------------------------------------------------------------------ | ------------- | -------------- |
| Hegnenbach (Standort)                        | Mittelalterlicher Burgstall.                                                   | D-7-7529-0003 |                |
| Hegnenbach Sankt-Georg-Strasse 47 (Standort) | Pfarrkirche St. Georg Mittelalterlicher und frühneuzeitlicher Kirchenstandort. | D-7-7529-0067 | weitere Bilder |

### Bodendenkmäler im Ortsteil Neumünster
| Lage                                      | Objekt | Akten-Nr.     | Bild           |
| ----------------------------------------- | --- | ------------- | -------------- |
| Neumünster Pius-Mozet-Straße 4 (Standort) | Pfarr- und Wallfahrtskirche St. Michael Mittelalterliche und frühneuzeitliche Befunde im Bereich der Katholischen Pfarrkirche St. Michael in Violau. | D-7-7529-0075 | weitere Bilder |

### Bodendenkmäler im Ortsteil Reutern
| Lage               | Objekt                             | Akten-Nr.     | Bild |
| ------------------ | ---------------------------------- | ------------- | ---- |
| Reutern (Standort) | Siedlung der römischen Kaiserzeit. | D-7-7529-0022 |      |

### Bodendenkmäler im Ortsteil Unterschöneberg
| Lage                       | Objekt | Akten-Nr.     | Bild |
| -------------------------- | --- | ------------- | ---- |
| Unterschöneberg (Standort) | Mittelalterliche und frühneuzeitliche Befunde im Bereich der Katholischen Filialkirche St. Georg in Unterschöneberg. | D-7-7529-0006 |      |

### Bodendenkmäler im Ortsteil Wollbach
| Lage                | Objekt                           | Akten-Nr.     | Bild |
| ------------------- | -------------------------------- | ------------- | ---- |
| Wollbach (Standort) | Straße der römischen Kaiserzeit. | D-7-7529-0061 |      |

### Bodendenkmäler im Ortsteil Wörleschwang
| Lage                    | Objekt                                     | Akten-Nr.     | Bild |
| ----------------------- | ------------------------------------------ | ------------- | ---- |
| Wörleschwang (Standort) | Grabhügel vorgeschichtlicher Zeitstellung. | D-7-7529-0009 |      |

### Bodendenkmäler im Ortsteil Zusamzell
| Lage                 | Objekt | Akten-Nr.     | Bild           |
| -------------------- | --- | ------------- | -------------- |
| Zusamzell (Standort) | Mittelalterliche und frühneuzeitliche Befunde im Bereich der Katholischen Pfarrkirche St. Nikolaus in Zusamzell, mit aufgelassenem Friedhof. | D-7-7529-0071 | weitere Bilder |